# Georges Poirault
Pour les articles homonymes, voir Poirault.
Marie Henri Georges Poirault, dit Georges Poirault, (né à Poitiers le 3 septembre 1858 - mort à Antibes le 10 février 1936) est un agronome français. Il est le fils de Jules Poirault.

## Biographie
Il fut le directeur de la Villa Thuret à Antibes de 1899 jusqu'à son décès.

## Ses publications
- Recherches d'histogénie végétale : développement des tissus dans les organes végétatifs des cryptogames vasculaires, St-Pétersbourg : Eggers et J. Glasounof ; Riga : M. N. Kymmel & Leipzig : G. Haessel, 1890, 26 p. + pl.
- Recherches anatomiques sur les cryptogames vasculaires, Masson, 1894, 144 p.
- Über konjugate Kerne und die konjugate Kernteilung : eine Zusammenfassung, mit Marian Raciborski, 1896, 6 seit.
- Villa Thuret : Laboratoire pour les études de culture et de botanique - Antibes, Catalogue des graines récoltées en 1909, avec B. Texier, 1910
- Culture potagère méditerranéenne, Libr. Vial, 1913.
- L'acclimatation du Novius cardinalis dans les jardins du Cap Ferrat envahis par l'Icerya Purchasi, avec André Vuillet, 1913
- Sur quelques Urédinées nouvelles, 1915
- Sur quelques Champignons parasites rares ou nouveaux observés dans les Alpes-Maritimes, dans Riviera scientifique: revue trimestrielle, 1915
- Livret guide du visiteur au Jardin Thuret, F. Robaudy, 1931, 64 p.
- Hortus thuretianus antipolitanus : catalogue des plantes cultivées au jardin de la Villa Thuret à Antibes, Impr. Robaudy, 1933, 204 p.
- Les Urédinées et leurs plantes nourricières, impr. de J. Mersch, 26 p.
- Sur les noyaux des Urédinées, 1895.

Recueil de cours
- Les insectes : morphologie, reproduction, embryogénie de Louis-Félix Henneguy, leçons recueillies par Albert Lécaillon et G. Poirault, Paris, Masson, 1904, 804 p. avec 622 fig. & 4 pl. hors texte .

Traductions
- Manuel de géographie botanique, du docteur Oscar Drude, 1890, traduit de l'allemand, 1897